# Q'anjob'al (etnia)
Q'anjob'al (a veces escrito también Kanjobal) es una etnia originaria del sur del estado de Chiapas, México y de la región conocida como Sierra de los Cuchumatanes, en el departamento guatemalteco de Huehuetenango. Son un pueblo que históricamente vivió en la zona que comprende la frontera entre México y Guatemala por lo que al establecerse los límites nacionales en el Tratado Internacional entre ambos países, grupos de familias q'anjob'ales quedaron asentados hacia ambos lados de la línea fronteriza.

## Historia
Cuentan los abuelos y abuelas q'anjob'ales que hace mucho tiempo el pueblo q'anjob'al venía de las tierras bajas de hoy día Chiapas, México en busca de terrenos para asentarse. Llegaban entonces en el altiplano de lo que hoy en día es Guatemala en la Sierra de los Cuchumatanes. Como testifican los antiguos sitios arqueológicos/sitios sagrados en territorio q'anjob'al, el pueblo maya-q'anjob'al ha estado en los Altos Cuchumatánes mucho más antes de la llegada de los europeos. Allá el pueblo maya-q’anjob’al ha forjado su propia cultura, forma de organización social, idioma, traje, música, costumbre, el calendario agrícola, sagrado y lunar. Se establecieron lugares y altares sagrados para realizar las ceremonias. Con éstas interactúan con la naturaleza, con el universo y las energías universales. Con la llegada de los invasores españoles acompañados de frailes, se interrumpieron drásticamente el proceso de la evolución espiritual, económico, y sociocultural del pueblo q'anjob'al. Tildaron como cosas del diablo a la espiritualidad mayense; provocaron daños inconcebibles que afectan aún en la actualidad. De allí se ha venido desarrollando la realidad q'anjob'al en contrapunto de la sociedad occidental, la última fase de que es la migración masiva hacía los estados unidos.
Una historia conocida cuenta que los pobladores q'anjob'ales estaban establecidos en un lugar del actual pueblo de Santa Eulalia llamado Pai Konob que significa "Pueblo antiguo". En cierta ocasión, unos ancianos que paseaban encontraron a la Virgen Eulalia y fueron a contarlo a los ancianos rezadores, quienes la llevaron al pueblo en procesión y celebraron una fiesta en su honor. Al día siguiente notaron que la Virgen no estaba en la iglesia y la encontraron en el lugar donde la habían descubierto los ancianos. Esto sucedió por cuatro días consecutivos, así que decidieron hacer su costumbre quemando copal y candelas en el lugar. En ese sector había una cueva y la relacionaron con el hallazgo por lo que decidieron establecer el pueblo en ese lugar, construyendo una nueva iglesia para ella, y tomando Santa Eulalia como la patrona del pueblo.

## Idioma y Etimología
El idioma q'anjob'al (también conocido como Kanjobal) es una de lengua mayense hablada por la población Q'anjob'al que en su mayoría vive en el estado de Chiapas, México y el altiplano occidental de Guatemala. Las lenguas más cercanas al q’anjob’al son el akateko y el jakalteko.
La comunidad lingüística q'anjob'al tenía unos 77.800 hablantes según estimaciones de SIL en 1998, concentrados en la aldea Ixquiac ( Yich’aak Kàk ) y varios municipios del departamento de Huehuetenango: Santa Eulalia(Jolom Konob), San Juan Ixcoy (Yich K’ox), San Pedro Soloma(Tz’uluma’) y Santa Cruz Barillas(Yal Motx).
El origen del nombre de la Aldea Ixquiac proviene del análisis epígrafo de Yich’aak Kàk. El término Yich’aak Kàk, en el idioma q'anjob'al derivado del Maya, se traduce del glifo Yich’áhk K’asi’, en donde el prefijo YICH’ÁHK, significa “garra de jaguar”, a ello le sigue el sílabograma K’A, sugiere algo “oscuro”. El último signo es SI, significa “quebrar, romper”.
El municipio San Juan Ixcoy proviene del término Yich K’ox que los españoles lo tradujeron a "Ixcoy" y fue así como se le otorgó al municipio con el nombre de "San Juan Ixcoy". Yich K'ox significa "En el asiento de un Vijaw"; Vijaw es una planta utilizada para envolver tamales.
Los orígenes del nombre del municipio Tz’uluma’ (Soloma(, se encuentran en la raíz ZOLOMIZAH, que significa inquietud, esto es estar sin sosiego y de la palabra mexicana ZOL que significa codorniz. Sin embargo existen varias versiones sobre el origen del término Soloma. La versión más aceptada por los pobladores del municipio indica que proviene del idioma q'anjob'al de los términos Solom que significa "Cabeza" y á que significa "Agua", y quieren decir «Cabeza de agua».
Santa Cruz Barillas, sus primeros pobladores fueron descendientes del municipio de Santa Eulalia de la etnia Q`anjob`al, su objetivo, encontrar lugar para vivir y tierra fértil para sembrar maíz para su alimentación. En este proceso sembraron en su partida y en peregrinación cuatro cruces, en su orden; Kurus Kaykitx, que significa "Lugar Sagrado", "Kurus Lemonixh" o "Cruz de Limón,", Kurus Malpais que significa " Mal Paso" y “Cruz Yal Motx”, que significa “Tierra de Maíz”.
El idioma q'anjob'al forma parte de la rama q'anjob'al de las lenguas mayenses. La rama q'anjob'al incluye también los idiomas chuj, acateco, jakalteco y Tojolobal. Los idiomas q'anjob'alanos son considerados como los más conservadores de las lenguas mayenses, aunque existen también innovaciones interesantes. Tiene 31 grafemas. 
Se usa las letras del alfabeto español más un número de letras compuestas con el signo  ' que significa "un stop glotal" - un sonido creado en la garganta (k', q', t', ch', tx', tz'). La letra b se escribe como b' para diferenciarlo del b español que es más suave. La letra xh se
pronuncia como un suave ch. La letra x es parecido, pero un poco más fuerte. 
Vocabulario:
- Ja - sí
- Maj - no
- Yuj wal dios - gracias!
- Jilkob'a - nos vemos!
- Watx' - bueno/bien
- B'aytal ay - dónde está .…
- Ton - vamos!
- Ay mi - Hay..?
- Watx' mi a k'ul - cómo estás?

## Ubicación
En México, se localizan principalmente en el estado de Chiapas en varias localidades de los municipios de Catazajá, Maravilla Tenejapa, Amatenango de la Frontera, La Independencia, Bella Vista, Las Margaritas y La Trinitaria. También se ubican en el estado de Campeche en los municipios de Campeche y Champotón.
El territorio ancestral y actual del pueblo q'anjob'al en Guatemala está compuesto por cuatro municipios del Departamento de Huehuetenango en el altiplano guatemalteco: San Juan Ixcoy (Yich K’ox en q'anjob'al), San Pedro Soloma (Tz’uluma’), Santa Eulalia (Jolom Konob'), y Santa Cruz Barillas (Yal Motx). 

### Migración
La mayoría de los jóvenes q'anjob'ales de Chiapas tanto hombres como mujeres salen de su comunidad y se van a buscar trabajo a Cancún, la Ciudad de México y Tijuana donde tienen importantes comunidades en crecimiento. En Guatemala, es de notar que hay poblaciones grandes de migrantes q'anjob'ales en la Ciudad de Guatemala y, sobre todo, Estados Unidos, principalmente en Los Angeles pero con grandes comunidades q'anjob'ales guatemaltecas en Florida, Nebraska, y Arizona entre otros estados.

## Población
Según el estudio hecho por el Centro de Estudios y Documentación de la Frontera Occidental de Guatemala (CEDFOG) realizado en el año 2008, son aproximadamente 207,000 q'anjob'ales en el departamento de Huehuetenango en 2008. No se sabe con exactitud las cifras de q'anjob'ales en la Ciudad de Guatemala ni en estados unidos pero son miles.